# Sutei
I Sutei (accadico : Sutī'ū, possibilmente da amorreo : s e tī'u ) erano una popolazione semitica, come dimostrerebbe la loro lingua, vissuta nel Vicino Oriente antico. Secondo il linguista russo Diakonoff l'etnonimo "Sutei" avrebbe la stessa radice del il nome biblico Seth.

## Storia
I Sutei sarebbero vissuti in tutto il Levante attorno al 1350 a.C., per poi spostarsi, insieme ad altri popoli semitici, come i caldei e gli aramei, verso la regione di Babilonia attorno al 1100 a.C. Sono menzionati in otto delle 382 lettere di Amarna. Così come gli ahlamu, popolazione semitica di dubbia identificazione, e il gruppo noto come habiru, i Sutei vantavano una lunga tradizione come mercenari. Sono elencati nei documenti dell'Impero medio-assiro (1395 a.C.-1075 a.C.) nell'area attorno alla colonia assira di Emar, nell'attuale Siria nordorientale. I Sutei vennero sottomessi dall'Impero assiro quando quest'ultimo conquistò l'area di Babilonia.

## Lettere di Amarna
I Sutei sono menzionati in una lettera inviata dal sovrano Biryawaza di Dimasqu al faraone:
(Biryawaza, "Aspettando le parole del Faraone")
Questo uso dei termini utilizzati per indicare le forze mercenarie estere è in qualche modo atipico rispetto allo stile consueto delle lettere di Amarna, poiché questo passaggio li cita in luce chiaramente positiva e li descrive come indispensabili per le capacità militari di Biryawaza.